# Molí de la Roca

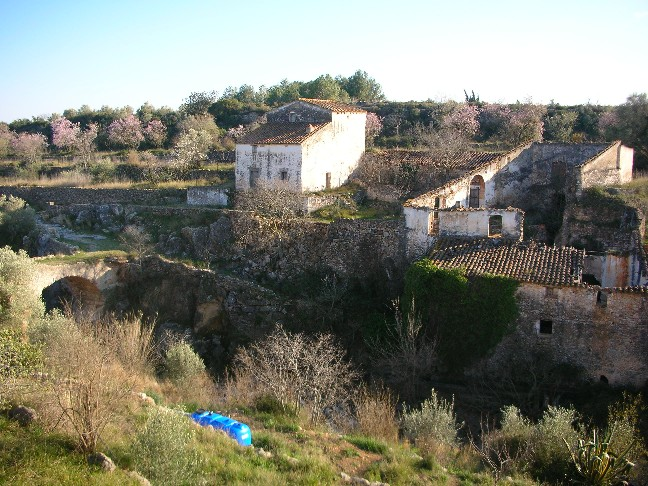
El pont i el vell molí al Molí de la Roca

Molí de la Roca o Molí és un petit llogaret del municipi de la Sénia, al sud de Catalunya a la comarca del Montsià.

## Particularitats
Aquest nucli està situat a una altitud de 263 m sobre el nivell del mar, a 1,6 km d'el Castell, a la vora de la carretera que va d'Ulldecona a la Sénia.
Es troba al marge esquerre del riu de la Sénia, límit político-administratiu entre Catalunya i el País Valencià. A l'altre marge hi ha un molí en estat ruïnós que antigament aprofitava la força del riu i que dona el nom al lloc. També hi ha un pont antic.
Les cases antigues d'aquest llogaret que vorejen la carretera i l'antic molí es troben deshabitades i en estat de ruïna.